# Distretto di Mueang Suphanburi
Il distretto di Mueang Suphanburi (in thailandese: เมืองสุพรรณบุรี) è un distretto (amphoe) della Thailandia, situato nella provincia di Suphanburi.

## Amministrazione
Il distretto (amphoe) di Mueang Suphanburi è il capoluogo provinciale e si compone di un totale di 20 sottodistretti (tambon), che a loro volta sono suddivisi in un totale di 123 villaggi (muban). Comprende anche tre municipi di subdistretto (thesaban tambon): Tha Sedet, che comprende l'intero tambon di Sa Kaeo, Suan Taeng che comprende parte dei tambon di Suan Taeng e Sala Khao, e Pho Phraya che comprende parte dell'omonimo tambon.

### Sottodistretti
Di seguito i 20 tambon che compongono il distretto:
1. Tha Phi Liang ท่าพี่เลี้ยง
2. Rua Yai รั้วใหญ่
3. Thap Ti Lek ทับตีเหล็ก
4. Tha Rahat ท่าระหัด
5. Phai Khwang ไผ่ขวาง
6. Khok Kho Thao โคกโคเฒ่า
7. Don Tan ดอนตาล
8. Don Masang ดอนมะสังข์
9. Phihan Daeng พิหารแดง
10. Don Kamyan ดอนกำยาน
11. Don Pho Thong ดอนโพธิ์ทอง
12. Ban Pho บ้านโพธิ์
13. Sa Kaeo สระแก้ว
14. Taling Chan ตลิ่งชัน
15. Bang Kung บางกุ้ง
16. Sala Khao ศาลาขาว
17. Suan Taeng สวนแตง
18. Sanam Chai สนามชัย
19. Pho Phraya โพธิ์พระยา
20. Sanam Khli สนามคลี